# Casa Ignasi Coll i Portabella
La casa Ignasi Coll i Portabella és un edifici situat a la Gran Via de les Corts Catalanes, 449-451 i al carrer de Rocafort, 72-74 de Barcelona, inclòs a l'Inventari del Patrimoni Arquitectònic de Catalunya.

## Descripció
Es tracta de dos edificis d'habitatges que configuren una unitat arquitectònica de tal manera que cadascú té el seu portal d'accés i diferent distribució, però aquesta permet als portals estar situats simètricament respecte al centre del xamfrà.
La façana afrontada al carrer de Rocafort té una composició d'obertures de cinc eixos verticals. Presenta una planta baixa amb obertures rectangulars d'arc deprimit còncau i revestiment formalitzat en carreus regulars encoixinats. Sobre aquesta base de l'edifici s'alcen els cinc pisos amb combinació alternada de balcons correguts i individuals. El remat final de la façana és un element escultòric de gran dimensió, format per un perfil motllurat creant dos formes ondulades convexes. En els tres punts d'inflexió presenta uns grups escultòrics de marcada influència barroca amb motius vegetals.
La façana corresponent al xamfrà també té cinc eixos verticals d'obertures, però aquests estan dividits en tres parts, una central i dues laterals. La central disposa de tres dels eixos i repeteix les característiques compositives de l'anterior façana. Les parts laterals es presenten independents de la central, per la individualització dels seus balcons i el contrast en la textura del parament. Els portals d'accés a l'edifici, situats en aquests laterals, estan diferenciats de les obertures del locals per uns arcs carpanells.
La façana que afronta a la Gran Via només presenta dos eixos i segueix els mateixos criteris compositius que les anteriors.
Les teulades són planes amb terrat, on se situa un àtic en cada edifici. Artísticament cal destacar les decoracions dels emmarcaments de les balconeres i les cantonades del xamfrà resoltes amb un element columnar ornat amb un fullatge i escuts vegetals. La resta de detalls són formes combinades de gust barroc i modernista. També són notables les reixes de ferro forjat de les baranes dels balcons amb formes vegetals.
Els interiors dels vestíbuls conserven alguns elements modernistes com les fusteries vidriades però han patit moltes refraccions. L'edifici es considera eclèctic, considerant la combinació d'influències estilístiques que es troben en els elements arquitectònics i el seu ornament. Aquesta combinació es fa evident en les obertures de planta alta on les llindes ornades amb recursos modernistes estan rematades per frontons barrocs sense cap element de transició.